# Rameswaram (Andhra Pradesh)
Rameswaram è una suddivisione dell'India, classificata come census town, di 14.981 abitanti, situata nel distretto di Kadapa, nello stato federato dell'Andhra Pradesh. In base al numero di abitanti la città rientra nella classe IV (da 10.000 a 19.999 persone).

## Geografia fisica
La città è situata a 14° 45' 10 N e 78° 33' 42 E

## Società

### Evoluzione demografica
Al censimento del 2001 la popolazione di Rameswaram assommava a 14.981 persone, delle quali 7.571 maschi e 7.410 femmine. I bambini di età inferiore o uguale ai sei anni assommavano a 2.093, dei quali 1.064 maschi e 1.029 femmine. Infine, coloro che erano in grado di saper almeno leggere e scrivere erano 7.212, dei quali 4.457 maschi e 2.755 femmine.